# گودی کاسه‌ای
گودی کاسه‌ای، گودی دوری یا حفره گلنوئید (انگلیسی: Glenoid cavity) حفره‌ای در سر استخوان کتف است که با استخوان بازو مفصل می‌شود. کلمه کاسه‌ای، نشان‌دهنده شکل مفصل توپی مفصل شانه است.
این حفره استخوانی کم‌عمق در قسمت خارجی استخوان کتف قرار دارد و جایی است که با سر استخوان بازو مفصل شده و مفصل شانه را می‌سازد و سطح درونی آن پوشیده از غضروف است. در محل اتصال قسمت صفحه‌ای شکل استخوان کتف و قسمت کاسه‌ای، دو برجستگی استخوان دیگر هم وجود دارد. یکی از آنها در بالای گودی کاسه‌ای قرار می‌گیرد و به آن زائده اخرمی (آکرومیون) می‌گویند و دیگری در جلوی گودی کاسه‌ای است و به آن زائده غرابی (کوراکوئید) می‌گویند.
این حفره به همراه سر استخوان بازو، مفصل شانه را تشکیل می‌دهد. این نوع مفصل به عنوان مفصل زُلاله‌ای، مفصل توپی طبقه‌بندی می‌شود. استخوان بازو به وسیله زردپی سر بلند ماهیچه دوسر بازو در داخل گودی کاسه‌ای نگه داشته می‌شود. این تاندون از لبه فوقانی گودی کاسه‌ای منشأ می‌گیرد و به صورت حلقه‌ای روی شانه قرار می‌گیرد و استخوان بازو را در مقابل حفره نگه می‌دارد. کلاهک گرداننده نیز این مفصل را به‌طور خاص با زردپی ماهیچه بالاخاری تقویت می‌کند تا سر استخوان بازو را در گودی کاسه‌ای نگه دارد.
سطح حفره در حالت تازه با غضروف پوشیده شده است و حاشیه‌های آن کمی برجسته است و به یک ساختار فیبروکارتیلاژ، لبه کاسه شانه، متصل می‌شود که حفره را عمیق‌تر می‌کند. این غضروف بسیار مستعد پارگی است. هنگامی که پاره می‌شود، معمولاً به عنوان پارگی اسلپ شناخته می‌شود که به‌طور کلی در اثر حرکات مکرر شانه ایجاد می‌شود.
در مقایسه با حفره حقه‌ای (در مفصل ران)، حفره گلنوئید نسبتاً کم‌عمق است. این باعث می‌شود که مفصل شانه مستعد دررفتگی باشد. رباط‌های کاسه‌ای‌بازویی (گلنوهومرال) و ماهیچه‌های قوی از دررفتگی در بیشتر موارد جلوگیری می‌کنند.
گودی کاسه‌ای به دلیل کم‌ژرفا بودن، به مفصل شانه اجازه می‌دهد تا بیشترین تحرک را در بین تمام مفاصل بدن داشته باشد و امکان خم‌شدن ۱۲۰ درجه بدون کمک را فراهم کند. دامنه حرکتی اضافی در خم شدن شانه (معمولاً تا ۱۸۰ درجه در انسان) نیز توسط تحرک زیاد کتف از طریق فرآیندی که به عنوان ریتم شانه‌ای‌بازویی (اسکاپولوهومرال) شناخته می‌شود، انجام می‌شود.

## تکامل
تفسیر بقایای فسیلی جنوبی‌کپی آفریقایی (STS 7) و جنوبی‌کپی عفاری (AL 288-1; که به عنوان لوسی هم شناخته می‌شود) نشان می‌دهد که گودی کاسه‌ای در این گونه‌ها بیشتر از انسان‌های امروزی به سمت جمجمه متمایل بوده است. این نشان‌دهنده اهمیت موقعیت‌های بالای سر اندام است و حفظ سازگاری‌های درخت‌پیمایی را در این میمون انسان‌نما نشان می‌دهد، در حالی که جهت جانبی گودی کاسه‌ای در انسان‌های امروزی نشان‌دهنده موقعیت پایین معمول بازو است.

### در دایناسورها
در دایناسورها، استخوان‌های اصلی کمربند شانه‌ای کتف و مفصل غرابی بودند که هر دو مستقیماً با ترقوه مفصل می‌شدند. محلی روی کتف که با استخوان بازو (استخوان بالایی اندام جلویی) مفصل می‌شد، گلنوئید نامیده می‌شود. گودی کاسه‌ای مهم است زیرا دامنه حرکت استخوان بازو را تعیین می‌کند.